# Markus Mustajärvi
Markus Mustajärvi (né le 24 février 1963 à Savukoski en Laponie en Finlande) est un homme politique finlandais.

## Carrière
Né en 1963 d'un père briqueteur et d'une mère ménagère, Mustajärvi gradue en tant qu'ingénieur forestier à l'Institut d'études forestières de Rovaniemi en 1988. En 1993, il finit sa maitrise en sciences sociales à l'Université de Jyväskylä.
En 2003, il est élu sous la bannière de l'Alliance de gauche dans la circonscription de Laponie.
Il est membre du comité de défense depuis 2015.
Il a présenté une initiative contre l'adhésion de la Finlande à l'OTAN et l'un des sept députés à voté contre le 1er mars 2023, alors que 184 ont voté pour.